# Mustasaari (ö i Finland, Norra Karelen, Mellersta Karelen, lat 62,26, long 29,44)
Mustasaari är en ö i Finland. Den ligger i sjön Orivesi och i kommunen Rääkkylä i den ekonomiska regionen  Mellersta Karelens ekonomiska region  och landskapet Norra Karelen, i den sydöstra delen av landet, 300 km nordost om huvudstaden Helsingfors. Öns area är 2,4 hektar och dess största längd är 260 meter i nord-sydlig riktning.